# Johann Tryzna
Johann Tryzna – czechosłowacki narciarz. Uczestnik mistrzostw świata.
W swojej karierze Tryzna raz wziął udział w rywalizacji skoczków narciarskich na mistrzostwach świata seniorów – w 1927 w Cortina d’Ampezzo, po skokach na odległość 38,5 i 40 metrów, zajął 21. pozycję. W tej samej edycji mistrzostw świata uplasował się również na 21. miejscu w konkursie kombinatorów norweskich.